# Vương Trực (thượng thư)
Vương Trực (chữ Hán: 王直, 1379 – 1462), tên tự là Hành Kiệm, hiệu là Ức Am, người Thái Hòa, Giang Tây, là quan viên nhà Minh trong lịch sử Trung Quốc. Ông là công thần hàng đầu trong việc ủng lập Minh Đại Tông, nhưng nhờ khéo léo lui lại phía sau Vu Khiêm, lại từng cầm đầu triều thần cực lực đề nghị đón Minh Anh Tông trở về, nên sau sự biến Đoạt môn, không gặp tai vạ, bảo toàn được thân và danh.

## Thân thế
Nhà họ Vương tự nhận là hậu duệ của thừa tướng Vương Đạo nhà Đông Tấn. Thời Ngũ đại thập quốc, tổ tiên từng có Vương Sùng Văn được làm đến Cát Châu thứ sử của nước Nam Đường; Vương Chí, tự Chí Tư được làm đến Lại bộ thị lang, Lễ bộ thị lang nhà Bắc Tống .
Ông cụ là Vương Dĩ Đạo, ông nội là Vương Tử Hưng đều ẩn cư không làm quan.. Cha là Vương Bá Trinh. Năm Hồng Vũ thứ 15 (1382), Bá Trinh nhờ trúng cử khoa Minh kinh mà có tư cách về kinh gặp hoàng đế. Bấy giờ có hơn 500 người được gặp Minh Thái Tổ, Bá Trinh là người trả lời vừa ý hoàng đế nhất, nên được thụ làm Thí (thử) Thiêm sự, phân tuần Lôi Châu thuộc Quảng Đông . Bá Trinh khôi phục con ngòi bỏ đi của Lữ Đường, sửa sang diêm pháp . Sau đó Bá Trinh chịu bãi chức Phân tuần quan, về kinh làm Hộ bộ chủ sự. Gặp tang cha, Bá Trinh rời chức, nhưng mãn tang thì không được khởi dùng ngay, còn chịu trích cư ở An Khánh  (chưa rõ vì sao). Đầu niên hiệu Kiến Văn, Bá Trinh được khởi phục, tiến làm Tri Quỳnh Châu. Người Lê ở Nhai Châu vì thù oán mà giết lẫn nhau, còn làm ra phản văn, nên triều đình muốn dùng binh; Bá Trinh bắt được tên đầu sỏ, vì vậy bãi binh. Ruộng Quỳnh Châu hằng năm thu hoạch 3 vụ, để nuôi quân đội, quân đội không tiếp nhận ngay trong khi quan dân thiếu thốn, vì thế quan lại phụ trách thừa cơ thúc ép nộp thuế hòng kiếm lợi. Bá Trinh lập kỳ hẹn cho 3 lần thu thuế, tệ nạn ấy mới dứt. Bá Trinh ở chức vài năm, địa phương yên ổn, lưu dân được nhập tịch có hơn vạn hộ. Bá Trinh xưng bệnh, xin về, rồi mất ở nhà.
Nhờ Trực hiển quý, 3 đời tiền nhân của ông đều được tặng Thiếu phó kiêm Thái tử thái sư, Lại bộ thượng thư, phu nhân tặng Nhất phẩm phu nhân.

## Sự nghiệp

### Thăng tiến
Trực sớm mất mẹ, còn cha làm quan ở xa, nhờ bà nội Lý thị nuôi dạy nên người; từ nhỏ có tính đoan chỉnh, ổn trọng, tuy nhà nghèo nhưng ra sức học tập. Năm Vĩnh Lạc thứ 2 (1404), Trực đỗ tiến sĩ, được đổi làm Thứ cát sĩ, cùng bọn Tang Khải, Vương Anh 28 người làm Độc thư ở Văn Uyên các. Minh Thành Tổ khen văn của Trực, triệu vào Nội các, giao cho việc soạn thảo; về sau được thụ chức Tu soạn. Trực phụng sự các đời hoàng đế Nhân Tông, Tuyên Tông, dần được thăng đến Thiếu Chiêm sự kiêm Thị độc học sĩ.
Năm Chánh Thống thứ 3 (1438), Minh Tuyên Tông thực lục hoàn thành, Trực được tiến làm Lễ bộ thị lang, học sĩ như cũ. Năm thứ 5 (1440), Trực tham gia coi việc ở bộ, được thượng thư Hồ Huỳnh giao phó tất cả mọi việc lớn nhỏ, ông xử lý như đã thành thục rồi vậy! Tháng giêng ÂL năm thứ 8 (1443), Trực được thay Quách Tấn làm Lại bộ thượng thư. Năm thứ 11 (1446), Hộ bộ thị lang Nại Hanh cậy vào hoạn quan Vương Chấn, vu cáo lang trung Triệu Mẫn, bị phát giác; vụ án liên lụy đến Trực cùng thị lang Tào Nghĩa, Triệu Tân, đều chịu vào ngục. Tam pháp tư nghị án, đòi chém Hanh, còn bọn Trực phải chuộc tội đồ. Minh Anh Tông tha cho Trực, Nghĩa, đoạt bổng của Hanh, Tân.

### Đón Minh Anh Tông
Anh Tông sắp thân chinh Ngõa Lạt Mông Cổ, Trực cầm đầu triều thần can ngăn; đế không nghe, mệnh cho Trực lưu thủ. Quân Minh thua trận Thổ Mộc, triều thần xin Tôn thái hậu lập hoàng tử Chu Kiến Thâm làm hoàng thái tử, mệnh cho Thành vương Chu Kỳ Ngọc nhiếp chánh. Sau đó mọi người lại khuyên Thành vương nối ngôi, để an lòng người. Bấy giờ triều đình rối ren, triều đình nhiều lần hội nghị, đều lấy Trực làm đầu, nhưng ông tự nhận không bằng Vu Khiêm, việc gì cũng lui xuống dưới ông ta, cứ ung dung nghe theo mà thôi. Minh Đại Tông lên ngôi, gia Trực làm Thái tử thái bảo.
Năm Cảnh Thái đầu tiên (1450), quyền thần Ngõa Lạt là Dã Tiên sai sứ nghị hòa, còn đồng ý trả Minh Anh Tông về, Đại Tông giao xuống bộ Lễ bàn bạc, tỏ ý không quyết định được. Trực cầm đầu quần thần đề nghị đồng ý, Đại Tông thoái thác rằng Ngõa Lạt không đáng tin, e ngại kẻ địch thừa cơ xâm phạm kinh sư. Gặp lúc sứ giả riêng của thủ lĩnh A Lạt của Ngõa Lạt đến, bọn Hồ Huỳnh lại đề nghị như thế; vì thế Đại Tông ra cửa điện Văn Hoa, khuyên dụ các đại thần cùng ngự sử nên dứt khoát từ chối. Trực đáp rằng: “Mong sai sứ, đừng để hối hận.” Đại Tông không vui, Vu Khiêm bước ra khuyên giải, đế đành xuôi theo. Quần thần lui đi, thái giám Hưng An lom khom bước ra, hô rằng: “Bọn mày đòi sai sứ, có người nào như Văn Thiên Tường, Phú Bật hay không?” Trực lớn tiếng nói: “Bề tôi là sứ giả của thiên tử, đã ăn lộc người, dám từ nan ru!? Còn nhắc lại lần nữa, càng nói càng rắn rỏi; Hưng An nghẹn lời. Triều đình đồng ý sai sứ, mệnh cho Lý Thực, La Ỷ đi.
Bọn Thực đã đi, thì sứ giả của Ngõa Lạt khả hãn Thoát Thoát Bất Hoa và Dã Tiên trước sau lại đến; triều đình sắp mời họ về, sứ giả đánh tiếng ở quán dịch rằng: “14 thành ở quan ngoại Trung Quốc đều là của ta. Trước đây sứ giả của A Lạt tri viện  đến, còn có người cùng về. Nay cũng phải có đại thần cùng lên đường, thì mới xong.” Hồ Huỳnh nghe được, giao cho triều thần bàn bạc; bọn Trực cố xin, nên triều đình sai bọn Dương Thiện đi cùng sứ giả Ngõa Lạt.
Bọn Lý Thực vừa về, đem theo sứ giả của Dã Tiên, trình bày ý muốn làm hòa của ông ta. Trực với bọn Ninh Dương hầu Trần Mậu dâng sớ, xin thêm sứ giả đưa lễ vật đi đón Minh Anh Tông, Đại Tông không đồng ý. Bọn Trực lại dâng sớ, cho rằng Anh Tông cần đồ nhu yếu, hơn nữa sứ giả của Thoát Thoát Bất Hoa và A Lạt tri viện đều có người đưa tiễn, sứ giả của Dã Tiên không thể không có, nhưng Đại Tông vẫn không đồng ý. Trực đem lời của bọn Lý Thực thuật lại với Đại Tông, rốt cục Đại Tông chỉ cho phép Dương Thiện đưa sứ giả của Dã Tiên quay về mà thôi. Bọn Trực tiếp tục yêu cầu sai sứ đi đón Anh Tông, Đại Tông đành mệnh cho quần thần chọn sứ giả, bọn Trực xin lấy Lý Thực, Đại Tông thoái thác, đáp rằng: “Sau khi Dương Thiện quay về thì bàn bạc.” Bọn ngự sử Tất Loan cực lực khuyên giải, nhưng Đại Tông vẫn không nghe. Cuối cùng Dương Thiện tự ý đón được Anh Tông trở về.
Năm thứ 2 (1451), Dã Tiên sai sứ đến, còn đòi nhà Minh đưa sứ giả trả lời. Bọn Trực lấy cớ binh bị chưa xong, nên sai sứ để dò xét hư thực của giặc, Đại Tông không theo. Không lâu sau, Dã Tiên sai kỵ binh xâm phạm, thác cớ đến đón sứ giả của nhà Minh, bọn Trực lại xin cho người đi, rốt cục Đại Tông vẫn không theo. Bọn Trực đành đề nghị tăng cường biên phòng, vỗ về tướng sĩ bảo vệ kinh thành, lần này thì Đại Tông nghe theo.

## Lập hoàng thái tử
Tháng giêng ÂL năm thứ 3 (1452), Trực được tiến làm Thiếu phó. Gặp lúc Tư Minh thổ tri phủ Hoàng Tăng xin đổi thái tử, Đại Tông mừng lắm, giao xuống cho bộ Lễ bàn bạc. Hồ Huỳnh đã xuôi, các đại thần cũng có 91 người chịu ký tên; Trực cau có, nhưng Trần Tuần dí bút vào tay, nên ông đành ký tên. Như thế con trai của Đại Tông là Chu Kiến Tế thay thế con trai của Anh Tông là Chu Kiến Thâm làm hoàng thái tử. Trực được tiến kiêm Thái tử thái sư, ban thêm các thứ vàng, lụa. Trực vỗ đùi than rằng: “Việc lớn như thế này, lại bị một tên Man tù phá hoại, bọn ta thẹn chết mất!” 
Triều đình cho rằng Trực lớn tuổi, mệnh cho Hà Văn Uyên làm thượng thư để giúp ông; Văn Uyên rời chức, lại mệnh cho Vương Cao, thành ra bộ Lại có 2 thượng thư. Trực làm thượng thư được 14 năm, tuổi càng cao, danh càng trọng, được Minh Đại Tông đối đãi ưu ái, miễn cho ông không phải thường xuyên vào chầu.
Hoàng thái tử Chu Kiến Tế chết yểu, rồi Đại Tông bệnh nặng, Huỳnh, Trực hội họp các đại thần và ngự sử, xin lập Chu Kiến Thâm làm hoàng thái tử, đề cử Đại học sĩ Thương Lộ thảo sớ. Nhưng họ chưa kịp dâng sớ thì xảy ra sự biến Đoạt môn (1457), bản thảo lưu lại ở chỗ của Diêu Quỳ; Trực từng đem ra cho Lang trung Lục Sưởng xem, than rằng: “Sớ này không kịp dâng, ý trời đấy.” 
Trực bèn xin hưu, được ban tỷ thư, kim khỉ , tiền giấy, cho dịch trạm đưa về.
Năm Thiên Thuận thứ 6 (1462), Trực mất, hưởng thọ 84 tuổi, được tặng chức Thái bảo, thụy Văn Đoan.

## Tính cách
Trực có mặt vuông râu dài, dáng vẻ khôi vĩ; tính nghiêm nghị trì trọng, không tùy tiện nói cười; ngay cả kết giao bạn bè, cũng cẩn thận như thế.
Trực ở Hàn Lâm hơn 20 năm, việc biên soạn, chú giải sự tích, chiếu mệnh đời xưa phần nhiều là do ông làm ra. Trực cùng người Kim Khê là Vương Anh tề danh, người đời gọi là Nhị Vương, lấy quê quán mà phân biệt, Trực được gọi là Đông Vương, Anh được gọi là Tây Vương. Đến khi Trực đứng đầu bộ Lại, làm việc vừa thanh liêm vừa thận trọng. Bấy giờ triều đình mới bãi bỏ việc đình thần tiến cử quan viên đứng đầu địa phương, giao cho bộ Lại chuyên trách; Trực ủy nhiệm việc ấy cho cấp dưới, nghiêm cấm tham ô. Phàm ngự sử làm tuần án quay về, ắt đòi họ trình bày quan viên địa phương là hiền hay dở để sắp xếp cất nhắc, nên được khen là nhân.
Con trai là Vương Tế làm Nam Quốc Tử bác sĩ, được xét thăng cấp về bộ, Văn tuyển lang muốn giữ anh ta ở lại miền nam dể chăm sóc Trực (đã nghỉ hưu), ông không đồng ý, nói: “Như thế loạn phép nước bắt đầu từ tôi đấy.” 

## Dật sự
Bấy giờ Trực đang làm Thứ cát sĩ mà được vào Nội các, Dương Sĩ Kỳ không bằng lòng. Đến khi đã nghỉ hưu, Trực ở nhà có lúc cùng bọn điền bộc cầy cấy, bày cuộc đánh trống ca hát. Con cháu Trực thay nhau nâng chén chúc thọ, ông than rằng: “Khi xưa Tây Dương (tức Dương Sĩ Kỳ) chèn ép ta, không cho cùng làm việc. Nhưng ta còn ở Nội các, đức kim thượng trở lại ngôi, sẽ không tránh được việc chịu lưu đày ra Liêu Dương, làm sao cùng bọn mày vui vẻ!?” 

## Trước tác
- Ức Am văn tập, được đưa vào Khâm định Tứ khố toàn thư, xem tại đây.

## Hậu nhân
Con trai là Vương Tế, được làm đến Hàn Lâm kiểm thảo, cũng nhờ học vấn và đức hạnh mà nổi tiếng. Chắt là Vương Tư, tử thương trong sự kiện Đại lễ nghị, sử cũ có truyện.